# ЖФК Спартак Суботица
ЖФК Спартак Суботица је женски фудбалски клуб из Суботице у Републици Србији. Такмичи се у Суперлиги Србије у фудбалу за жене. Утакмице на домаћем терену игра на Градском стадиону у Суботици. Традиционалне боје клуба су плава и бела.

## Историја
Клуб је основан 20. маја 1970. године при фабрици конфекције Жељезничар, а играчице су биле раднице те фабрике. Неколико година касније клуб приступа Спортском друштву железничара „Јован Микић Спартак“ и мења име у ЖФК „Спартак“, које и данас носи.
Клуб је 1974/75 био победник првог незваничног првенства СФР Југославије за жене. Тада је наступао под именом ЖФК Жељезничар. Наредних 40 година клуб нема такмичарске успехе.  Од 2010. године управљање клубом преузима Зоран Арсић и у сезони 2010/11. ЖФК Спартак осваја своју прву титулу шампиона Србије, а исте сезоне стиже и до финала Купа Србије.
У сезони 2011/12. Спартак је отишао корак више, и по први пут је освојио "дуплу круну", првенство и национални Куп и први пут учествује у УЕФА Лиги шампиона за жене. Већ наредне сезоне (2012/13) Спартак по први пут успева да се квалификује у  елиминациону фазу Лиге шампиона (топ 32), након што је на квалификационом турниру одржаном у Суботици заузео друго место. У првом наступу у 1/16 финала противнице су биле из ФК Гетеборг, шампионке Шведске. Спартак је поражен у оба меча, 1:0 на домаћем терену и 3:0 у гостима.
Након освајања 10. шампионске титуле (2019. године) ЖФК Спартак на грб додаје звездицу.

## Играчице

### Тренутни састав
Ажурирано 06. јуна 2021.
| Бр. |                           | Позиција | Играч            |
| --- | ------------------------- | -------- | ---------------- |
| 1   | Србија                    | Г        | Милица Костић    |
| 2   | Србија                    | О        | Алина Бака       |
| 3   | Србија                    | О        | Кристина Нађ     |
| 4   | Србија                    | О        | Оршоја Вајда     |
| 5   | Србија                    | О        | Виолета Словић   |
| 6   | Србија                    | О        | Анђела Фрајтовић |
| 7   | Сједињене Америчке Државе | С        | Кери Зерфос      |
| 8   | Сједињене Америчке Државе | С        | Моли Фидлер      |
| 9   | Србија                    | Н        | Анастасија Ћирић |
| 10  | Србија                    | Н        | Тијана Филиповић |
| 11  | Гана                      | Н        | Алиса Куси       |

| Бр. |        | Позиција | Играч             |
| --- | ------ | -------- | ----------------- |
| 12  | Србија | Г        | Дајана Михајловић |
| 13  | Србија | О        | Милана Голубовић  |
| 14  | Србија | Н        | Биљана Илић       |
| 15  | Србија | С        | Милица Гаковић    |
| 16  | Србија | О        | Милица Шарић      |
| 17  | Србија | С        | Анђела Марковић   |
| 18  | Србија | О        | Живана Ступар     |
| 20  | Србија | С        | Марија Рајић      |

### Познате бивше играчице
| - Милена Николић - Јелена Чанковић - Алегра Пољак - Невена Дамјановић |  | - Клодин Мефомету - Енганамуит - Жозе Естеле Нахи - Жанет Грејс Јанго |  | - Дорин Нина Шигу - Кејли Адамек - Моника Тот - Пирошка Ветштајн |  | - Рожа Демшеди - Катарина Мањок - Јања Вилов - Марија Радојичић |

## Успеси клуба

### Домаћа такмичења
| Такмичење                 | Такмичење                 | Број                      | Година |                           |                           |
| Национална такмичења - 19 | Национална такмичења - 19 | Национална такмичења - 19 | Национална такмичења - 19                                                                                            | Национална такмичења - 19 | Национална такмичења - 19 |
| Национално првенство - 14 | Национално првенство - 14 | Национално првенство - 14 | Национално првенство - 14                                                                                            | Национално првенство - 14 | Национално првенство - 14 |
| ------------------------- | ------------------------- | ------------------------- | --- | ------------------------- | ------------------------- |
| Првенство СФР Југославије | Првак                     | 1                         | 1974/75 |                           |                           |
| Првенство СФР Југославије | Други                     | 0                         | / |                           |                           |
| Првенство Србије          | Првак                     | 13                        | 2010/11, 2011/12, 2012/13, 2013/14, 2014/15, 2015/16, 2016/17, 2017/18, 2018/19, 2019/20, 2020/21, 2021/22, 2022/23. |                           |                           |
| Првенство Србије          | Други                     | 2                         | 2009/10, 2023/24. |                           |                           |
| Национални куп - 10       |                           |                           | |                           |                           |
| Куп Србије                | Победник                  | 10                        | 2011/12, 2012/13, 2013/14, 2014/15, 2015/16, 2016/17, 2018/19, 2020/21, 2021/22, 2022/23.                            |                           |                           |
| Куп Србије                | Финалиста                 | 2                         | 2010/11, 2023/24. |                           |                           |

### Међународна такмичења
| УЕФА ЛИГА ШАМПИОНА | УЕФА ЛИГА ШАМПИОНА | УЕФА ЛИГА ШАМПИОНА | УЕФА ЛИГА ШАМПИОНА   |
| СЕЗОНА             | УСПЕХ              | РЕЗУЛТАТ           | ПРОТИВНИК            |
| ------------------ | ------------------ | ------------------ | -------------------- |
| 2011/12            | Квалификације      | 0 : 4              | Глазгов Сити         |
| 2011/12            | Квалификације      | 4 : 2              | Клаксвик             |
| 2011/12            | Квалификације      | 11 : 0             | Моста                |
| 2012/13            | Квалификације      | 7 : 0              | НСА Софија           |
| 2012/13            | Квалификације      | 0 : 2              | БИИК Казигурт        |
| 2012/13            | Квалификације      | 1 : 0              | Пјарну               |
| 2012/13            | Шеснаестина финала | 0 : 1, 0 : 3       | Гетеборг             |
| 2013/14            | Квалификације      | 10 : 0             | Маталург Лијепаја    |
| 2013/14            | Квалификације      | 6 : 0              | Гинтра Университетас |
| 2013/14            | Квалификације      | 8 : 3              | Олимпија Клуж        |
| 2013/14            | Шеснаестина финала | 2 : 4, 1 : 1       | Росијанка            |
| 2014/15            | Квалификације      | 3 : 0              | Aмазонес Драмас      |
| 2014/15            | Квалификације      | 19 : 0             | Голиадор             |
| 2014/15            | Квалификације      | 0 : 1              | Осијек               |
| 2015/16            | Квалификације      | 2 : 1              | Бенфика              |
| 2015/16            | Квалификације      | 4 : 1              | Нороц Ниморени       |
| 2015/16            | Квалификације      | 3 : 0              | Осијек               |
| 2015/16            | Шеснаестина финала | 0 : 0, 0 : 4       | Волфсбург            |
| 2016/17            | Квалификације      | 1 : 1              | Бреидаблик           |
| 2016/17            | Квалификације      | 3 : 2              | Кардиф               |
| 2016/17            | Квалификације      | 2 : 0              | НСА Софија           |
| 2017/18            | Квалификације      | 7 : 1              | Кирјат Гат           |
| 2017/18            | Квалификације      | 6 : 0              | Брезница             |
| 2017/18            | Квалификације      | 0 : 2              | Авалднеш             |
| 2018/19            | Квалификације      | 1 : 0              | Кирјат Гат           |
| 2018/19            | Квалификације      | 4 : 0              | Брезница             |
| 2018/19            | Квалификације      | 5 : 0              | Базел                |
| 2018/19            | Шеснаестина финала | 0 : 7, 0 : 4       | Бајерн Минхен        |
| 2019/20            | Квалификације      | 12 : 0             | Агариста             |
| 2019/20            | Квалификације      | 7 : 0              | Слован Братислава    |
| 2019/20            | Квалификације      | 2 : 2              | Ференцварош          |
| 2019/20            | Шеснаестина финала | 2 : 3, 1 : 1       | Атлетико Мадрид      |
| 2020/21            | Квалификације      | 4 : 0              | Агариста             |
| 2020/21            | Квалификације      | 7 : 0              | НСА Софија           |
| 2020/21            | Шеснаестина финала | 0 : 5, 0 : 2       | Волфсбург            |